# Utah
Utah (izg. Juta) - savezna američka država u planinskim područjima SAD-a; 219,887 km²,  2,763,885 st (2010), glavni grad Salt Lake City.  Organiziran je kao teritorij 1850., a kao 45. država ulazi 4 siječnja 1896. u uniju sa SAD-om. Utah se geografski prostire na geološkom području Stjenjaka, Platoa Colorada i Velikog slanog bazena, pa se danas tamo nalazi čak 5 nacionalnih parkova, 6 nacionalnih spomenika i 40 državnih parkova i šuma. Kroz jugoistočni dio protječe rijeka Colorado, dok se na sjeverozapadu ističe svojom veličinom Veliko slano jezero (Great Salt Lake) s istoimenom pustinjom. Zemljoradnja je ovisna o navodnjavanju, a razvijen je i uzgoj goveda svinja i ovaca. Industrija je razvijena u većim gradskim centrima, osobito Salt Lake City s metalnom i prehrambenom industrijom, poznat i kao glavno mormonsko središte. Indijanci Ute, Gosiute, Zapadni Šošoni i Južni Pajuti žive zatvoreni po rezervatima.

## Ime
Naziv Utah dolazi po plemenu Ute (izg. Juti), njegovim prastanovnicima Indijancima koji označava  'planinski narod'  ( 'people of the mountains' ), ili po drugom tumačenju znači 'the people from the land of the sun', što bi značilo da je Utah 'sunčana zemlja', ili 'zemlja sunca'.

## Okruzi
Utah je podijeljen na 29 okruga (counties). 

## Povijest
Područje Utaha prvi istražuju 1776., španjolski franjevci Escalante i Dominguez, a 1824.Jim Bridger, poznati američki lutalica, skaut i traper otkriva Great Salt Lake (Veliko slano jezero). Dvadesetak godina kasnije (1847.) počinju pristizati prvi bijeli ljudi; bili su to mormoni predvođeni vjerskim i političkim vođom Brighamom Youngom, koji počinju graditi Salt Lake City. U ruke SAD-a regija Utaha doći će tek 1848., nakon završetka rata s Meksikom, a 1869. završena je i prva transkontinentalna željeznica (First Transcontinental Railroad), kada je zabijen  "golden spike", posljednji ceremonijalni klin na Promontory Summitu (danas Golden Spike National Historic Site) u okrugu Box Elder, čime je obilježen njezin završetak, i Leland Stanford je službeno priključio na Central Pacific i Union Pacific Railroad.
Mormoni, glavno bjelačko stanovništvo doći će u sukob s federalnim vlastima zbog prakticiranja poligamije što će završiti tek 1890., šest godina prije nego što je Utah postao država, kada glavna mormonska crkva ukida ovu praksu.
Mormonska prisutnost - čine mormoni 62,2% stanovnika države, čime je Utah vjerski najhomogenija država u Uniji - čini Utah do danas atipičnom saveznom državom SAD-a. Mormoni vjerskom životu i vjerskom moralu u prosjeku pridaju veći značaj, te je Utah država s najvećim brojem poroda na 1000 stanovnika u SAD - s 19,2 poroda na 1000 stanovnika Utah se približava brojevima karakterističnim za Latinsku Ameriku i arapske zemlje; pri tome je u Utahu broj poroda najviši među ženama koje imaju bakalaureat i više akademske stupnjeve.

## Prirodna bogatstva
Bogati prirodni resursi omogućavali su Utahu da dugo bude vodeći proizvođač bakra, zlata, srebra, olova, cinka i molibdena. Obiluje i naftom u obliku uljnog škriljca (en.: oil shale), te niskosumpornim ugljenom.
Tradicionalnoj poljoprivrednoj i prehrambenoj industriji, te rudarstvu danas treba pridodati rastući turizam povezanog uz prirodno bogatstvo prostrane države (219 000 km2) - koja raspolaže s npr. 11,000 milja vodnog toka za ribiče i mnogim atraktivnim parkovima prirode, među kojima su Nacionalni parkovi: Arches, Bryce Canyon, Canyonlands, Capitol Reef i Zion; Nacionalni spomenici: Cedar Breaks, Dinosaur, Hovenweep, Natural Bridges, Rainbow Bridge, Timpanogos Cave i Grand Staircase (Escalante); Mormon Tabernacle u Salt Lake Cityju; Monument Valley, plemenski park plemena Navaho.

## Gradovi s preko 6000 stanovnika
Alpine  (pop. 7146), 
American Fork  (pop. 21 941), 
Bountiful  (pop. 41 301), 
Brigham City (pop. 17 411), 
Canyon Rim (pop. 10 428), 
Cedar City  (pop. 20 527), 
Centerville  (pop. 14 585), 
Clearfield (pop. 25 974), 
Clinton  (pop. 12 585), 
Cottonwood Heights  (pop. 27 569), 
Cottonwood West (pop. 18 727), 
Draper  (pop. 25 220), 
East Millcreek (pop. 21 385), 
Farmington  (pop. 12 081), 
Grantsville (pop. 6015), 
Heber  (pop. 7291), 
Highland (pop. 8172), 
Holladay (pop. 14 561), 
Hurricane  (pop. 8250), 
Hyrum  (pop. 6316), 
Kaysville (pop. 20 351), 
Kearns (pop. 33 659), 
Layton (pop. 58 474), 
Lehi  (pop. 19 028), 
Lindon  (pop. 8363), 
Little Cottonwood Creek Valley (pop. 7221), 
Logan  (pop. 42 670), 
Magna  (pop. 22 770), 
Midvale (pop. 27 029), 
Millcreek (pop. 30 377), 
Mount Olympus (pop. 7103), 
Murray (pop. 34 024), 
North Logan (pop. 6163), 
North Ogden  (pop. 15 026), 
North Salt Lake (pop. 8749), 
Ogden  (pop. 83 292), 
Oquirrh (pop. 10 390), 
Orem  (pop. 84 324), 
Park City  (pop. 7371), 
Payson  (pop. 12 716), 
Pleasant Grove  (pop. 23 468), 
Price  (pop. 8402), 
Provo  (pop. 118 581), 
Richfield  (pop. 6847), 
Riverdale (pop. 7656), 
Riverton  (pop. 25 011), 
Roy  (pop. 32 885), 
Salt Lake City (pop. 186 440), 
Sandy (pop. 88 418), 
Smithfield (pop. 7261), 
South Jordan  (pop. 29 437), 
South Ogden (pop. 14 377), 
South Salt Lake (pop. 22 038), 
Spanish Fork  (pop. 20 246), 
Springville  (pop. 20 424), 
St. George  (pop. 49 663), 
Summit Park (pop. 6597), 
Syracuse  (pop. 9398), 
Taylorsville (pop. 57 439), 
Tooele  (pop. 22 502), 
Vernal  (pop. 7714), 
Washington  (pop. 8186), 
Washington Terrace (pop. 8551), 
West Jordan (pop. 68 336), 
West Point (pop. 6033), 
West Valley City  (pop. 108 896), 
Woods Cross (pop. 6419).